# Al-Aqsa TV
Al-Aqsa TV (en árabe: قناة الأقصى‎, romanizado: Qanaat Al'Aqsaa) fue un canal de televisión palestino controlado por el grupo armado Hamás, en idioma árabe; nombrado así por la Mezquita de Al-Aqsa en Al-Quds (Jerusalén).
El canal dejó de transmitir tras el bombardeo perpetrado por Israel el 12 de noviembre de 2018 a su sede principal ubicada en la Franja de Gaza, dejando al canal con complicaciones económicas causando su cierre “indefinido” el 20 de diciembre de 2018.

## Críticas y controversias
El canal ha sido objeto de críticas principalmente por ser controlado por el grupo armado Hamás, su mayor objeto de controversias fue el programa Los pioneros del mañana el cual le enseña a los niños palestinos la supremacía islámica, el odio a Israel y el antiamericanismo. Líderes de Hamás como Yehia Moussa han negado que el programa incite al odio contra los judíos.
Ante las críticas, el Ministerio de Información palestino retiró el programa para revisar su contenido, después de televisar la tortura y asesinato  del ratón Farfur a manos de un actor caracterizado como un agente israelí; sin embargo, el programa volvería a ser transmitido siendo reemplazado el personaje Farfur.